# Església de fusta de Rollag
L'església de fusta de Rollag és una stavkirke de la localitat del mateix nom, a Noruega.

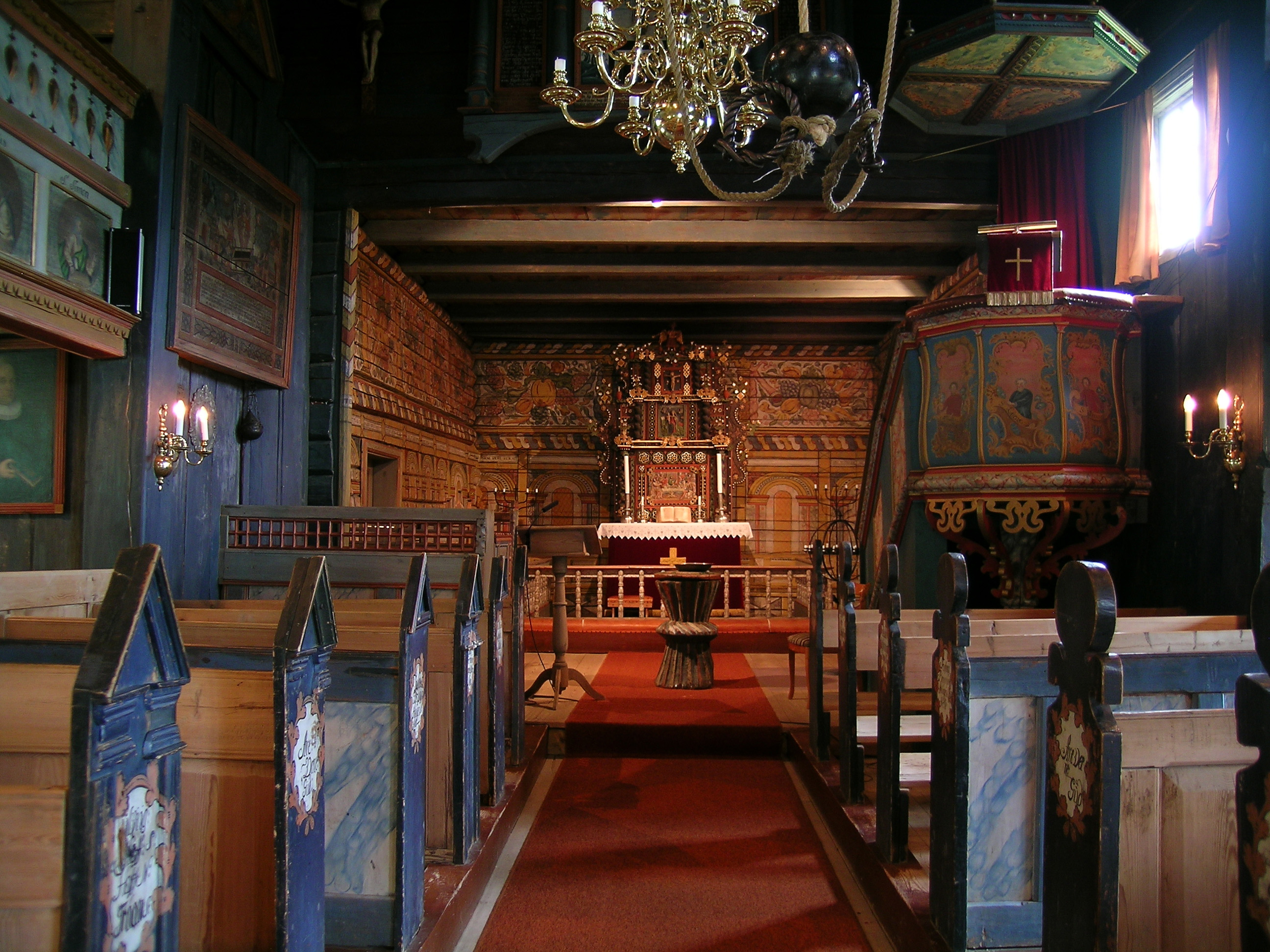
Interior.

Es va construir a la segona meitat del segle xiii, però no se'n conserva molt de la fusta original. Les referències escrites més antigues sobre l'església són de l'any 1425.
En un inici, era una senzilla església de nau rectangular i un petit cor sense absis. Aquest cor va ser substituït l'any 1670 per un de major construït de troncs (i no amb la tècnica clàssica de les stavkirke). L'any 1698 l'església va ser transformada en forma de creu grega, quan s'hi va construir un transsepte a banda i banda de la nau. La torre amb una cuculla octogonal és al creuer.
Actualment és una de les stavkirke amb una decoració més rica, i conté a l'interior una mescla d'expressions artístiques de diferents corrents. Conserva un crucifix medieval i dues làpides del segle xvii amb decoració pictòrica.